# Armin Šehić
Armin Šehić es un deportista bosnio que compitió en voleibol adaptado. Ganó dos medallas en los Juegos Paralímpicos de Verano, plata en Río de Janeiro 2016 y plata en París 2024.

## Palmarés internacional
| Juegos Paralímpicos | Juegos Paralímpicos     | Juegos Paralímpicos | Juegos Paralímpicos      |
| Año                 | Lugar                   | Medalla             | Competición              |
| ------------------- | ----------------------- | ------------------- | ------------------------ |
| 2016                | Río de Janeiro (Brasil) | Medalla de plata    | Torneo masculino sentado |
| 2024                | París (Francia)         | Medalla de plata    | Torneo masculino sentado |